# Corva (España)
Corva (llamada oficialmente A Corva) es una aldea española situada en la parroquia de Vicedo, del municipio de Vicedo, en la provincia de Lugo, Galicia.

## Demografía
| Gráfica de evolución demográfica de Corva entre 2000 y 2021 |
|                                                             |
| Datos según el nomenclátor publicado por el INE.            |